# La Brionne
La Brionne ist eine Gemeinde in Frankreich. Sie gehört zur Region Nouvelle-Aquitaine, zum Département Creuse, zum Arrondissement Guéret und zum Kanton Saint-Vaury. Sie grenzt im Westen und im Nordwesten an Saint-Vaury, im Nordosten an Saint-Sulpice-le-Guérétois, im Osten und im Südosten an Saint-Léger-le-Guérétois sowie im Südwesten an Saint-Silvain-Montaigut.

## Bevölkerungsentwicklung
| Jahr      | 1962 | 1968 | 1975 | 1982 | 1990 | 1999 | 2008 | 2012 |
| --------- | ---- | ---- | ---- | ---- | ---- | ---- | ---- | ---- |
| Einwohner | 304  | 278  | 280  | 317  | 348  | 354  | 394  | 431  |